# Rejon chisławiczski
Rejon chisławiczski (ros. Хиславичский район) – rejon w Rosji, w obwodzie smoleńskim, ze stolicą w Chisławiczach.

## Historia
Ziemie obecnego rejonu chisławiczkiego w 1359 stały się częścią Wielkiego Księstwa Litewskiego, a następnie Rzeczypospolitej Obojga Narodów, w ramach której należały do województwa mścisławskiego, aż do I rozbioru Polski w 1772, gdy znalazły się w granicach Rosji. W XIX w. w guberni mohylewskiej, w ujezdzie mścisławskim.
Rejon chisławiczki powstał w 1923. Od 1928 leży w obwodzie smoleńskim.